# Ana Pavlovna Barykova
Ana Pávlovna Barykova (en ruso Анна Павловна Барыкова) (San Petersburgo, 22 de diciembre de 1839-Rostov del Don, 31 de mayo de 1893) fue  una poeta rusa.

## Biografía
Su nombre de pila es  Ana Pávlovna Kaménskaia, hija de María Kaménskaia (nacida Tolstaia) y Pável Kamenski así como nieta del pintor Fiódor Petróvich Tolstói, tío de Alekséi Konstantínovich Tolstói. Como poeta se hizo famosa por un libelo en verso en el que satirizaba al zar, y  por un volumen de poesía dedicado a la miseria de las ciudades, con el que ganó la simpatía de los sectores revolucionarios rusos, al criticar el egoísmo de los ricos.
Al final de su vida comenzó a simpatizar con las ideas religiosas de Tolstói y el movimiento tolstoyano.